# NGC 57

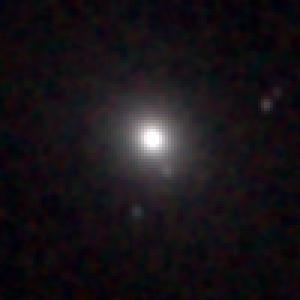
NGC 57 par 2MASS (proche-infrarouge)

NGC 57 est une vaste galaxie elliptique située dans la constellation des Poissons. NGC 57 a été découverte par l'astronome germano-britannique William Herschel en 1784.

## Caractéristiques
Sa vitesse par rapport au fond diffus cosmologique est de 5 009 ± 29 km/s, ce qui correspond à une distance de Hubble de 73,87 ± 5,19 Mpc (∼241 millions d'al).
À ce jour, une mesure non basée sur le décalage vers le rouge (redshift) donne une distance d'environ 84,200 Mpc (∼275 millions d'al). Cette valeur est à l'extérieur des valeurs de la distance de Hubble.  Notons que c'est avec la valeur moyenne des mesures indépendantes, lorsqu'elles existent, que la base de données NASA/IPAC calcule le diamètre d'une galaxie et qu'en conséquence le diamètre de NGC 57 pourrait être d'environ 55,9 kpc (∼182 000 al) si on utilisait la distance de Hubble pour le calculer.

## Supernova
La supernova SN 2011fp a été découverte le 29 août 2011 dans NGC 57 à Yamagata au Japon par l'astronome japonais Koichi Itagaki. Cette supernova était de type Ia.